# 30 Jahre Karat
30 Jahre Karat ist das Jubiläums-Album zum 30-jährigen Bestehen der deutschen Rockgruppe Karat aus dem Jahr 2005. Die Band selbst stand mit dieser Veröffentlichung jedoch nicht in Verbindung.

## Inhalt
Die erste CD des Doppelalbums umfasst einige bekannte Hits der Gruppe von 1977 bis 2000. Der Titel Schwanenkönig wurde in Form eines Bonustracks in der Cover-Version der österreichischen Band Schürzenjäger auf der CD veröffentlicht.
Die zweite CD enthält die Lieder, die Herbert Dreilich in seinem letzten Lebensjahr verfasst hatte. Den größten Teil der zu hörenden Songs hatte Dreilich noch selbst in Form von Demoaufnahmen in seinem Heim-Studio eingesungen. Der Produzent Peter Keller extrahierte die Gesangsspur der Aufnahmen und spielte die Arrangements um die Stimme Dreilichs mit seinem Team neu ein. Einige Songs konnten nicht auf diese Weise produziert werden (Nur bei Dir und Manchmal denk' ich), hier traten Gastmusiker an das Mikrofon. Die CD enthält zudem die beiden Karat-Klassiker Jede Stunde und Mich zwingt keiner auf die Knie, die für diese Veröffentlichung neu eingespielt wurden. Der Klang der Platte ist am ehesten mit dem von Demoaufnahmen zu vergleichen (es wurde beispielsweise kein echtes Schlagzeug, sondern ein Drumcomputer benutzt). Dreilichs Kompositionen sind, wie in den letzten Jahren vorher bei Karat auch schon, der liedhaft betonten Rockmusik zuzuordnen. Die Texte der Songs machen in erster Linie die Gedanken deutlich, die Herbert Dreilich hinsichtlich seiner schweren Krankheit und den baldig zu erwartenden Tod hatte. Sie setzten sich intensiv mit Leben und Tod auseinander („Küss mich munter wenn ich sterbe, bis ich mich dann wieder spür’“ aus Zeit der Gewinner).
Ende 2007 erschien eine Zweitauflage der Doppel-CD mit einem speziellen Pappschuber.

## Besetzung
CD 1
- Herbert Dreilich (Gesang)
- Martin Becker (Keyboards)
- Bernd Römer (Gitarre)
- Michael Schwandt (Schlagzeug, Perkussion)
- Christian Liebig (Bassgitarre)
- Ulrich „Ed“ Swillms (Keyboards)
- Henning Protzmann (Bassgitarre)
- Thomas Kurzhals (Keyboards)

CD 2
- Herbert Dreilich (Gesang)
- Peter Keller (Gitarre, Bassgitarre, Programming)
- Achim Köllner (Gitarre, Bassgitarre, Programming)
- Katrin Schröder (Programming)

Gastmusiker: Peter Maffay und Band, Petra Zieger, Thomas Natschinski.

## Titelliste
| CD 1 1. Le Doyen I (Swillms) (2:05) 2. Der blaue Planet (Swillms/Kaiser) (5:23) 3. Über sieben Brücken mußt Du geh’n (Swillms/Richter) (3:48) 4. Albatros (Swillms/Kaiser) (8:13) 5. König der Welt (Swillms/Demmler) (5:38) 6. Auf den Meeren (Swillms/Demmler) (6:00) 7. Blumen aus Eis (Swillms/Dreilich) (3:44) 8. Das kann niemand so wie Du (Virch/Virch) (3:05) 9. Hab' den Mond mit der Hand berührt (Kurzhals/Dreilich) (3:48) 10. Und ich liebe Dich (Dreilich/Dreilich) (3:50) 11. Kalter Rauch (Dreilich/Kaiser, Dreilich) (4:14) 12. Wo bist Du? (Dreilich/Dreilich) (4:41) 13. Gewitterregen (Swillms/Kaiser) (4:19) 14. Ay, ay, que verano (Swillms/Lacasa, Demmler) (3:20) 15. Le Doyen II (Swillms/Kaiser) (2:50) 16. Schwanenkönig (Swillms/Kaiser) (5:19) (Bonustitel, gespielt von den Schürzenjägern) | CD 2 1. Zeit der Gewinner (Dreilich/Dreilich) (3:30) 2. Dein Bild (Dreilich/Dreilich) (4:24) 3. Mich zwingt keiner (Swillms, Dreilich/Kaiser) (3:22) (gespielt von Peter Maffay und Band) 4. Einmal (Dreilich/Dreilich) (3:09) 5. Morgensonne (Dreilich/Dreilich) (4:16) 6. Zünd mich an (Dreilich/Dreilich) (3:41) 7. Nur bei Dir (Dreilich/Dreilich) (3:23) (gesungen von Petra Zieger) 8. Heute und Morgen (Dreilich/Dreilich) (3:13) 9. Jede Stunde (Swillms/Kaiser, Dreilich) (4:11) (mit Petra Zieger und Thomas Natschinski) 10. Ebbe und Flut (Dreilich/Dreilich) (3:19) 11. Manchmal denk' ich (Natschinski/Dreilich) (3:24) (gesungen von Thomas Natschinski) |